# Live Aid
Live Aid (з англ.: «Жива Допомога», читається «Лайв Ейд») — міжнародний благодійний музичний фестиваль, що відбувся 13 липня 1985 року. Захід був організований британськими музикантами Бобом Гелдофом і Міджем Юром з метою збору коштів для допомоги постраждалим від страшного голоду в Ефіопії 1984–1985 років. Основними майданчиками стали стадіон «Старий Вемблі» в Лондоні (Велика Британія), що вмістив 72 000 глядачів, та стадіоні імені Джона Фіцджеральда Кеннеді у Філадельфії (США), де зібралося близько 100 000 глядачів. Подібні концерти також пройшли цього дня у Австралії, Японії, Німеччині. Для освітлення цієї події була організована одна з найзначніших супутникових телетрансляцій в історії: близько 1,9 мільярда чоловік більш ніж в 150 країнах дивилися концерт у прямому ефірі.

## Ідея
Концерт «Live Aid 1985» був задуманий для розвитку попереднього благодійного синглу «Do They Know It's Christmas?», спільної роботи Гелдофа та Юра. У жовтні 1984 року світлини мільйонів людей, вмираючих від голоду в Ефіопії, були показані у Великій Британії в сюжеті новин телеканалу BBC. Боб Гелдоф, побачивши це, закликав Міджа Юру з «Ultravox» і разом вони швидко записали пісні «Do They Know It's Christmas?» в надії зібрати гроші для допомоги голодуючим. Гелдоф потім зв'язався з колегами в музичній індустрії і переконав їх записати разом цей сингл в групі під назвою «Band Aid» безкоштовно. 25 листопада 1984 пісня була записана на студії «Sarm West Studios» в Ноттінг-Хіллі у Лондоні, та була випущена через чотири дні. Сингл перебував під номером один протягом п'яти тижнів у Великій Британії, став Різдвяним синглом № 1, а також найбільш продаваним синглом у Великій Британії, заробивши 8 мільйонів £, замість очікуваних Гелдофом 70 тисяч £. Це спонукало його до постановки величезного концерту, щоб заробити додаткові кошти.
Планований концерт зростав в обсязі, оскільки з'являлось все більше охочих узяти в ньому участь по обидва боки Атлантики. Концерт «Live Aid» набагато перевищив свої цілі: на телевізійній програмі в 2001-му році організатор заявив, що в той час, як спочатку він сподівався зібрати 1 мільйон фунтів стерлінгів за допомогою збору за вхідні квитки на стадіон Уемблі (80 тисяч квитків по 25 £), остаточна сума зібраних коштів становила орієнтовно 150 млн. фунтів стерлінгів (близько 283,6 млн. $).
Частково в знак визнання заслуг по організації «Live Aid» Гелдоф отримав почесне лицарське звання від королеви Єлизавети II.

## Організація
Концерт розпочався на стадіоні «Вемблі» у Лондоні в південь по місцевому часу (о сьомій годині ранку по американському часу), продовжився на «стадіоні ім.Дж.Ф.Кеннеді» у Філадельфії о 13:51 по Гринвічу (8:51 по-американському). Виступ у Великій Британії закінчився в 22:00 по місцевому часу (в Америці було 17:00), у США — в 4:05 14 липня по-британськи та 23:05 по місцевому часу. Таким чином, концерт тривав трохи більше 16 годин, але оскільки виступи багатьох артистів відбувалися одночасно на обох сценах, то сумарна тривалість концерту була набагато більшою.
Перед концертом Мік Джаггер та Девід Боуї мали намір виконати міжконтинентальний дует: Боуї в Лондоні та Джаггер у Філадельфії мали одночасно виконувати спільну пісню. Але із синхронізацією сигналу виникли серйозні проблеми, тому від цієї ідеї довелось відмовитись.
Кожна з двох основних частин концерту закінчилася піснями-гімнами, спрямованими на подолання голоду: «Band Aid» виконали «Do They Know It Christmas?» у Лондоні, а «USA for Africa» проспівали «We Are the World» у США.
Згодом організатори концерту розповідали, що вони намагалися забезпечити виступ хоча б одного з учасників «The Beatles», в ідеалі Пола Маккартні, оскільки вони відчували, що наявність легенди британської музики надала би події більшої ваги в очах політичних лідерів, чию думку намагалися привернути виконавці. Маккартні погодився взяти участь. Його виступу була відведена заключна частина концерту (крім фінального виступу «Band Aid»). Проте Пол був одним із небагатьох, хто постраждав від технічних труднощів: його мікрофон був вимкнений протягом перших двох хвилин виконання на фортепіано «Let It Be».
Філ Коллінз став єдиним виконавцем, який зміг виступити на обох майданчиках. Британський телеведучий Ноель Едмондс пілотував вертоліт, яким доставив Коллінза в аеропорт Хітроу, звідки той на літаку Конкорд дістався США. Крім того, що він виступав як самостійний виконавець на обох сценах, він також грав на барабанах для Еріка Клептона, а також брав участь у виступі живих учасників «Led Zeppelin» у Філадельфії. Під час перельоту на Конкорді, Філ зустрів у ньому актрису і співачку Шер, яка нічого не знала про концерти «Live Aid». Після приземлення у США, вона дійсно відвідувала виступи на стадіоні ім. Кеннеді: її можна побачити під час виконання «We Are The World» у фіналі концерту.

## Трансляція
Телетрансляція концерту стала найбільшою міжнародною медіа-подією на той момент. У Європі трансляція велась BBC: її відкрив Річард Скіннер, йому допомагали Енді Кершоу, Марк Еллен та Девід Хепворт, які включались з численними інтерв'ю протягом трансляції в перервах між виступами акторів. Під час телетрансляції звук подавався у режимі моно, оскільки на території Великої Британії в той час стереоформат NICAM ще не був введений, хоча на BBC Radio 1 канал був стерео і він був синхронізований з телевізійним зображенням. На жаль, в поспіху, щоб налаштувати трансатлантичні канали, звук подачі з Філадельфії був направлений до Лондона через трансатлантичний кабель, в той час як відео сигнал проходив набагато більшу відстань через супутник, що вилилось у відсутність синхронізації на британських телевізійних приймачах.
За трансляцію американської частини концерту відповідала ABC (хоча сама ABC безпосередньо транслювала лише останні три години виступу з ведучим Діком Кларком; решту концерту транслювала Orbis Communications, діючи від імені ABC). Окремо на території США велась трансляція для глядачів кабельного каналу MTV, причому звук транслювався в режимі стерео. Проте він міг бути доступним лише для невеликої кількості глядачів — влітку 1985 року не всі телевізори могли підтримувати таку функцію, також не всі телевізійні станції могли транслювати в режимі стерео. У той час як трансляція BBC була запущена без реклами (оскільки це суспільний мовник), на каналах MTV і ABC трансляція включала рекламні оголошення та інтерв'ю. В результаті багато пісень були опущені через перерви на рекламу.
Ще однією особливістю трансляції було те, що продюсери ABC прагнули продемонструвати деякі з найвизначніших моментів Лондонського виступу у прайм-тайм по американському часу, тому частини концерту були змінені місцями, зокрема фінальний виступ з «Вемблі» у США було показано пізніше.
ABC Radio Network транслювала американський концерт у живому ефірі, включивши згодом багато частин, що були пропущені.
У 1995 році в ефірах VH1 і MuchMusic транслювався десяти-годинний відредагований концерт на честь 10-ї річниці «Live Aid».
Концерт «Live Aid» в Лондоні став першим випадком, коли BBC використала пересувну телевізійну станцію для освітлення події такого масштабу. У різкому контрасті з дзеркальними звуковими системами, що зазвичай використовуються інженерами рок-груп, з двома 40-48 канальними мікшерними пультами та парою моніторів, звукові інженери BBC використовували кілька 12-ти канальних столів.
Деякі критики оцінили «Live Aid» як відправну точку, коли індустрія рок-концертів обігнала індустрію розваг в технічному плані.

## Особливі моменти

### Вемблі
Гурт Coldstream Guards відкрив концерт виконанням «Royal Salute» та «Боже, бережи королеву». Status Quo почав свій виступ піснею «Rockin' All Over the World», виконавши також «Кароліну» та улюблену пісню вболівальників «Не марнуйте мій час». Цей виступ став останнім у складі гурту  для її засновника і басиста Алана Ланкастера, а також барабанщика Піта Кірхера, який приєднався до гурту трьома роками раніше.
Гурт Queen виконав на стадіоні свої найкращі хіти, під час виконання яких Фредді Меркьюрі підспівували всі глядачі, присутні на стадіоні. Свій 20-ти хвилинний виступ гурт відкрив уривком «Богемської Рапсодії», а закрила «We Are the Champions». Свій виступ на концерті музиканти репетирували у лондонському театрі Shaw Theatre. До їх виходу на сцену звукорежисер гурту таємно поміняв обмежувачі, які були встановлені на звукову систему, тому звук їх виступу лунав гучніше, ніж у інших учасників фестивалю. Виступ Queen на цьому концерті понад 60 артистів, журналістів та критиків музичної індустрії визнали як найкраще живе виконання в історії рок-музики. Пізніше Меркьюрі та інший член гурту Брайан Мей заспівали першу з трьох заключних пісень спільного виступу всіх учасників заходу, «Is This the World We Created...?»
Сам Боб Гелдоф виступив у складі «Boomtown Rats», виконавши пісню «I Don't Like Mondays».
Елвіс Костелло виконав пісню The Beatles «All You Need Is Love», яку він представив, попросивши аудиторію, щоб "допомогли (йому) співати цю стару північну англійську народну пісню".
Виступ U2 підняв гурт до суперзіркового рівня  — саме тут музиканти вперше заграли на такому високому рівні. Пісню «Bad» гурт виконував чотирнадцять хвилин. Річ у тім, що в певний момент вокаліст Боно зістрибнув зі сцени, щоб висмикнути з натовпу дівчину, яку юрба приперла до огорожі. Велика тривалість виконання «Bad» обмежила виступ U2 всього двома піснями; третя, «Pride (In the Name of Love)», не вмістилася у відведений часовий проміжок. У липні 2005 року дівчина, з якою танцював Боно, зізналася, що він насправді врятував їй життя: інакше вона могла би бути розчавленою натовпом людей, що насунули вперед — Боно побачив це і жестом показав охороні, щоб допомогли їй. Проте вони його не зрозуміли, тому він сам стрибнув вниз, щоб допомогти їй.
Інший момент, який отримав величезний відгук натовпу був, коли Девід Боуї виконав «Heroes» і присвятив її своєму синові, а також "всім нашим дітям, і дітям всього світу".
По завершенні виступу на «Вемблі», Боб Гелдоф був піднятий на плечі гітаристом групи The Who Піт Таунсенд та Полом Маккартні, що символізувало велике досягнення в об'єднання світу протягом одного дня, в дусі музики та благодійності.

### Стадіон імені Джона Фіцджеральда Кеннеді
На початку телетрансляції Філадельфійської частини концерту Джоан Баез привітала глядачів, що зібралися (а також глядацьку аудиторію) словами «це ваш Вудсток», після чого виконала пісні «Amazing Grace» (у парі з виконанням віршів «We Are The World»).
Коли Мадонна вийшла на сцену, вона вигукнула: «Я не зніму футболку сьогодні!» (температура повітря на стадіоні на той час становила приблизно 35 °C), посилаючись на недавню публікацію її фотографій оголеною у журналах Playboy та Penthouse.
Коли Боб Ділан зламав гітарну струну, Ронні Вуд зняв власну гітару і віддав її Ділану. Вуд залишився стояти на сцені, граючи на уявній гітарі, імітуючи гітариста гурту «The Who» Піта Таунсенда, вимахуючи рукою широкі кола, поки працівник сцени не приніс йому замінну гітару. Цей момент є записаним лише на DVD, під час телетрансляції камери були сфокусовані виключно на Кіті Річардсі.
Під час виконання «It's Only Rock 'n' Roll», Мік Джаггер випадково відірвав частину сукні Тіни Тернер — виконання пісні вона закінчила за лаштунками.
Тедді Пендерграсс виконав свій перший публічний виступ після майже фатальної автокатастрофи в 1982 році, яка паралізувала його. Пендерграсс разом з «Ashford & Simpson» виконали "Reach Out and Touch".
Виступ Duran Duran включав чотири пісні. П'ять оригінальних членів гурту не виступали разом до 2003 року.
Філ Коллінз, який виступав на Уемблі на початку дня, почав свій виступ у Філадельфії з жарту: "Я був в Англії у першій половині дня. Кумедний старий світ, чи не так?"